# Stetten (Baden-Württemberg)
Stetten è un comune tedesco di 977 abitanti, situato sulla riva nord del Lago di Costanza nel land del Baden-Württemberg.